# Coccoloba venosa
Coccoloba venosa är en slideväxtart som beskrevs av Carl von Linné. Coccoloba venosa ingår i släktet Coccoloba och familjen slideväxter. Inga underarter finns listade i Catalogue of Life.